# Fylkir
Fylkir je islandský fotbalový klub se sídlem v Árbær, což je část islandského hlavního města Reykjavíku.

## Úspěchy
- Islandský fotbalový pohár - 2× vítěz: (2001, 2002)[1]

## Evropské poháry
| Sezona  | Soutěž     | Kolo | Tým                | Z1  | Z2  |
| ------- | ---------- | ---- | ------------------ | --- | --- |
| 2001/02 | Pohár UEFA | PK   | Pogoň Sczeczin     | 2-1 | 1-1 |
|         |            | 1K   | Roda JC Kerkrade   | 0-3 | 1-3 |
| 2002/03 | Pohár UEFA | PK   | Excelsior Mouscron | 1-1 | 1-3 |
| 2003/04 | Pohár UEFA | PK   | AIK Stockholm      | 0-1 | 0-0 |
| 2004/05 | Intertoto  | 1K   | AA Gent            | 0-1 | 1-2 |
| 2008/09 | Intertoto  | 1K   | FK Rīga            |     |     |